# حمیدرضا کشتکار
حمیدرضا کشتکار (زادهٔ ۱۶ بهمن ۱۳۸۳) کشتی‌گیر فرنگی کار ایرانی است.وی در مسابقات قهرمانی کشتی زیر ۲۳ سال جهان ۲۰۲۲ در وزن ۹۲ کیلوگرم موفق به کسب مدال برنز شده است.